# Mỹ Phước (Bình Dương)
Mỹ Phước is een thị trấn in het district Bến Cát, een van de districten in de Vietnamese provincie Bình Dương. Mỹ Phước is de hoofdplaats van het district.
De oppervlakte van Mỹ Phước bedraagt 21,63 km². Mỹ Phước heeft 12.457 inwoners. Een belangrijke toegangsweg is de Quốc lộ 13. Mỹ Phước ligt aan de oostelijke oever van de Thị Tính.

## Geografische ligging
| Aangrenzende xã's | Aangrenzende xã's | Aangrenzende xã's | Aangrenzende xã's | Aangrenzende xã's |
| ----------------- | ----------------- | ----------------- | ----------------- | ----------------- |
| Long Nguyên       |                   | Lai Hưng          |                   | Chánh Phú Hòa     |
|                   |                   |                   |                   |                   |
| An Điền           | Chánh Phú Hòa     |                   |                   |                   |
|                   |                   |                   |                   |                   |
|                   |                   | Thới Hòa          |                   |                   |